# Castorinsel
Castorinsel är en kulle i Antarktis. Den ligger i Västantarktis. Argentina, Chile och Storbritannien gör anspråk på området. Toppen på Castorinsel är 15 meter över havet.
Terrängen runt Castorinsel är huvudsakligen platt, men österut är den kuperad. Terrängen runt Castorinsel sluttar västerut. Trakten är obefolkad. Det finns inga samhällen i närheten.